# Marija Dobje
Marija Dobje je naselje v Občini Šentjur.